# Maxim Rudolfowitsch Trunjow
Maxim Rudolfowitsch Trunjow (russisch Максим Рудольфович Трунёв; * 7. September 1990 in Kirowo-Tschepezk, Russische SFSR) ist ein ehemaliger russischer Eishockeyspieler, der insgesamt 430 Spiele in der Kontinentalen Hockey-Liga absolvierte.

## Karriere
Maxim Trunjow begann seine Karriere als Eishockeyspieler in der Nachwuchsabteilung von Sewerstal Tscherepowez, für dessen zweite Mannschaft er von 2005 bis 2008 in der drittklassigen Perwaja Liga aktiv war, wobei er im Laufe der Saison 2007/08 für Sewerstals Profiteam sein Debüt in der Superliga gab. Bei seinem einzigen Einsatz blieb er punkt- und straflos. Beim NHL Entry Draft 2008 wurde er von den Canadiens de Montréal in der fünften Runde als insgesamt 138. Spieler ausgewählt und beim CHL Import Draft desselben Jahres zogen ihn die Portland Winter Hawks als Gesamtdritten. Er blieb jedoch in Tscherepowez. In der Saison 2008/09 konnte sich der Flügelspieler bei Sewerstal durchsetzen und absolvierte in der Kontinentalen Hockey-Liga 32 Spiele, in denen er vier Tore erzielte und eine Vorlage gab. Parallel kam er weiter für Sewerstals zweite Mannschaft in der Perwaja Liga zum Einsatz. In den folgenden beiden Spielzeiten stand der Junioren-Nationalspieler weiterhin regelmäßig in der KHL auf dem Eis, während er parallel für die Juniorenmannschaft Almas Tscherepowez in der 2009 gegründeten multinationalen Nachwuchsliga Molodjoschnaja Chokkeinaja Liga antrat.
Im Mai 2012 wechselte Trunjow innerhalb der KHL zu Lokomotive Jaroslawl und absolvierte bis zum November 2013 44 KHL-Partien für den Verein. Zu Beginn der Saison 2013/14 wurde er parallel bei Disel Pensa eingesetzt und für einen Monat an Admiral Wladiwostok ausgeliehen, ehe er im November 2013 im Rahmen eines Ringtausches, an welchem auch Nikita Schtschitow und Igor Mussatow beteiligt waren, an Neftechimik Nischnekamsk abgegeben wurde. Ein Jahr später wurde er zunächst von Neftechimik entlassen und wenige Tage später von seinem Heimatverein Sewerstal Tscherepowez verpflichtet. Dort spielte er drei Jahre bis zum Sommer 2017.
Anschließend wechselte der Russe für zwei Spielzeiten zum HK Dynamo Moskau, ehe es ihn zum Beginn der Saison 2019/20 zum HK Traktor Tscheljabinsk führte. Sein dortiges Engagement endete jedoch nach wenigen Monaten im November 2019 vorzeitig. Nach einigen Spielen bei seinem Stammverein aus Tscherepowez, schloss sich Trunjow im Januar 2020 dem kasachischen Klub HK Saryarka Karaganda aus der Wysschaja Hockey-Liga an, bei dem er die Saison beendete. Nachdem er die Saison 2021/22 in der belarussischen Eishockeyliga verbracht hatte, wechselte er zur zweiten Mannschaft von Humo Taschkent, die usbekisches Team in der Kasachischen Eishockeymeisterschaft spielt.

### International
Für Russland nahm Trunjow an der U20-Junioren-Weltmeisterschaft 2010 teil. Dabei erzielte er in sechs Spielen zwei Tore und bereitete weitere zwei Treffer vor.

## Karrierestatistik
Stand: Ende der Saison 2019/20

### International
(Legende zur Spielerstatistik: Sp oder GP = absolvierte Spiele; T oder G = erzielte Tore; V oder A = erzielte Assists; Pkt oder Pts = erzielte Scorerpunkte; SM oder PIM = erhaltene Strafminuten; +/− = Plus/Minus-Bilanz; PP = erzielte Überzahltore; SH = erzielte Unterzahltore; GW = erzielte Siegtore; 1 Play-downs/Relegation; Kursiv: Statistik nicht vollständig)